# بيلكاسترو
بيلكاسترو (بالإيطالية: Belcastro)‏ هي بلدية في مقاطعة كاتانزارو، في منطقة كالابريا في جنوب إيطاليا.

## التاريخ
تقع بلدة بلكاسترو الصغيرة على حفز صخري ، توجت بقلعة على الطراز النورماني تنتمي إلى كونتات أكينو ، يقترح البعض أنها مسقط رأس القديس توما الأكويني ، الذي يؤخذ بشكل أكثر شيوعا على أنه ولد في قلعة روكاسيكا ، وليس بعيدا عن أكينو ، أصبح فيدو لبضعة قرون من لوردات أكينو ، في عام 1330 بمرسوم من ملك نابولي ، روبرت من أنجو ، مقاطعة وغيرت اسمها من جينيوكاسترو إلى بليكاسترو (بيليكاستروم) ، تكريما لجمال المكان وإشباع توماس أكينو ، أول كونت للمدينة وابن شقيق القديس ، في القرن الخامس عشر ، تم منحها لقب المدينة ، ولد المؤرخ لوتيو دورسي القرنين السادس عشر والسابع عشر والفقيه جوزيبي بوريو (1775-1843) ، وطني ريسورجيمنتو الإيطالي ووالد الشاعر أليساندرو بوريو ، وهو أيضا وطني في بلكاسترو .
انخفض عدد سكانها الآن إلى حوالي 1400 (2017).